# Юзеф Бісс
Юзеф Бісс (пол. Józef Biss, псевдо: «Вацлав» пол. Wacław; нар. 24 липня 1913, Львів — пом. 30 вересня 1977, Ополе) — воєнний злочинець, поручник Армії Крайової, активний учасник етнічних чисток українського населення Надсяння.

## Життєпис
Юзеф Бісс народився у Львові. За освітою вчитель.
Перед початком Другої світової війни закінчив Школу піхотних кадетів 11-ї Карпатської стрілецької дивізії. Служив у 49-му гуцульському стрілецькому полку. 1 вересня 1939 року був приділений до 53-го Кресовського стрілецького полку.
Після окупації Польщі командував підрозділом АК «ОР-26».

## Злочини
Юзеф Бісс 1—3 березня 1945 року керував відділом «ОР-26» Армії Крайової під час винищення українців у селі Павлокомі. Тоді було замордовано 366 українців.
У 1945 році Бісса заарештовали органи польської держбезпеки, але суд виправдав Бісса за злочин у Павлокомі, хоча й визнав, що цей злочин вчинили підлеглі Бісса.
29 травня 1945 року Бісс був заарештований вдруге, та засуджений до двох років в'язниці. У 1948 році був звільнений з ув'язнення, але у 1951 році знову заарештований та засуджений до 8 років ув'язнення. Відсидів 4 роки та був звільнений у 1955 році.
Помер у 1977 році в Ополе.
У 1992 році польський суд в Ряшеві зняв з нього усі обвинувачення, у тому числі й за участь у різанині в Павлокомі, та виплатив компенсацію його родині.